# Candi Gunung Kawi

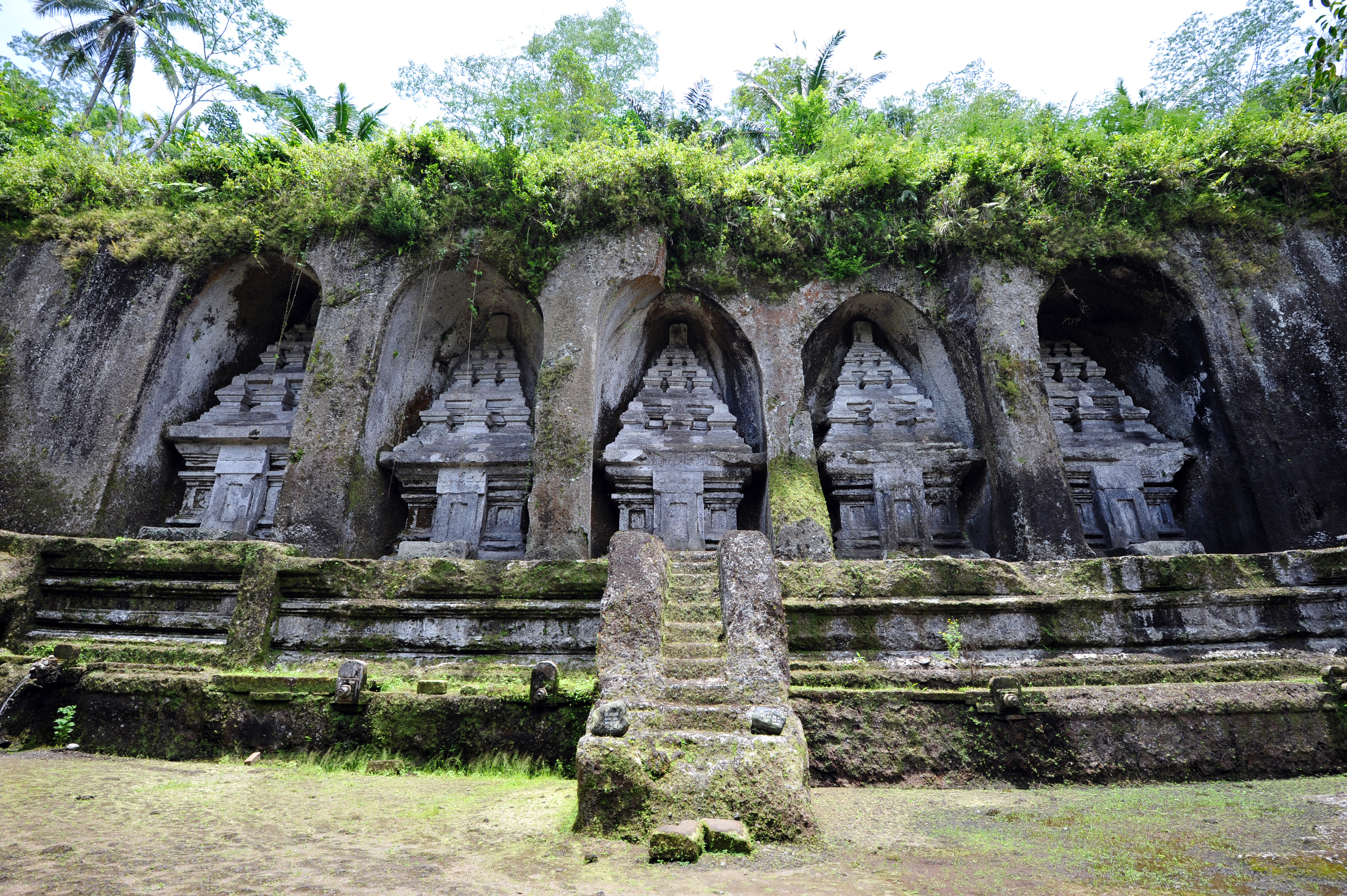
Gunung Kawi.

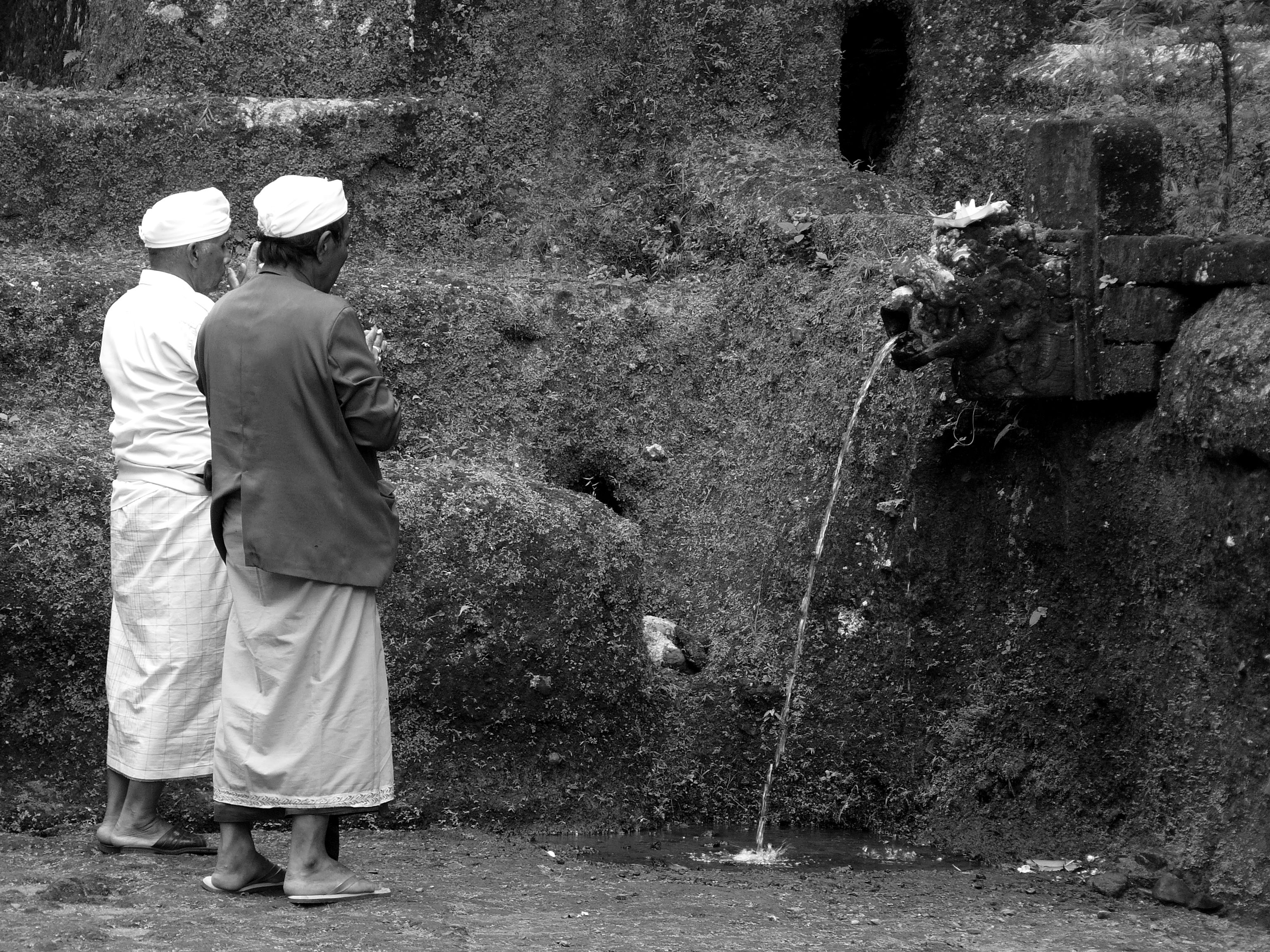
Pastores orando en el candi Gunung Kawi.

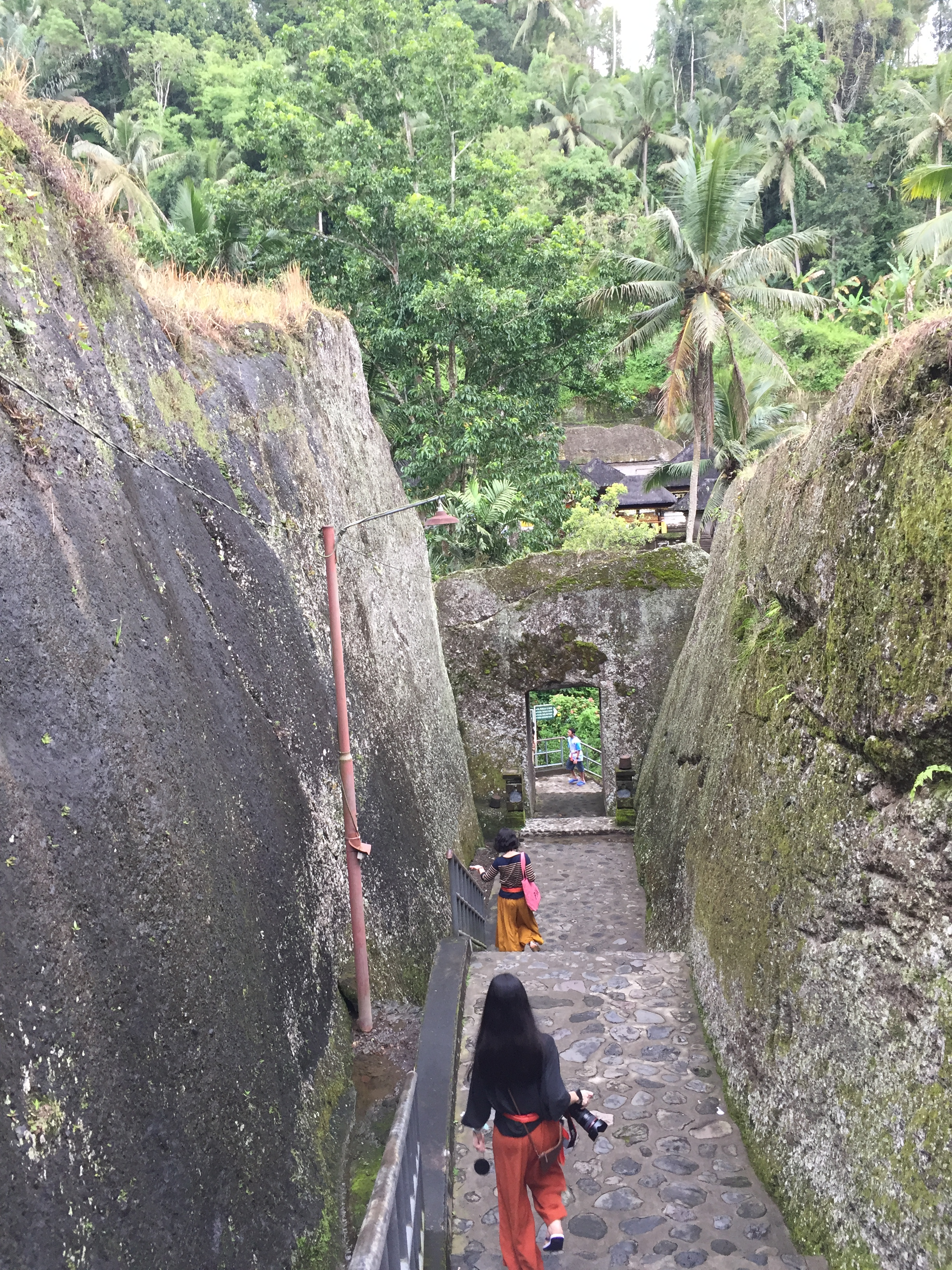
Parte de los 315 escalones descendentes al candi Gunung Kawi.

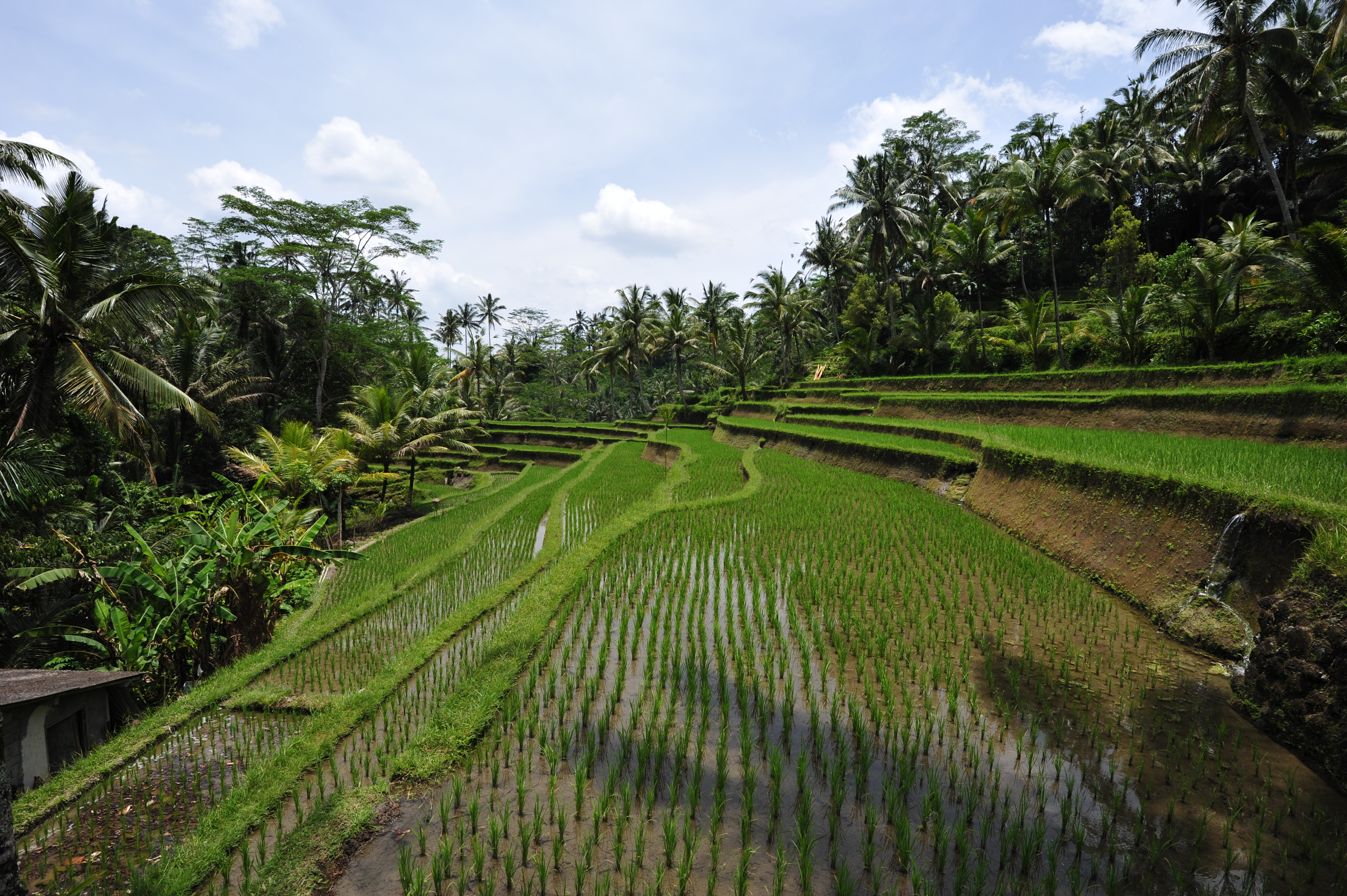
Campos de arroz (sawah) a la entrada del candi Gunung Kawi.

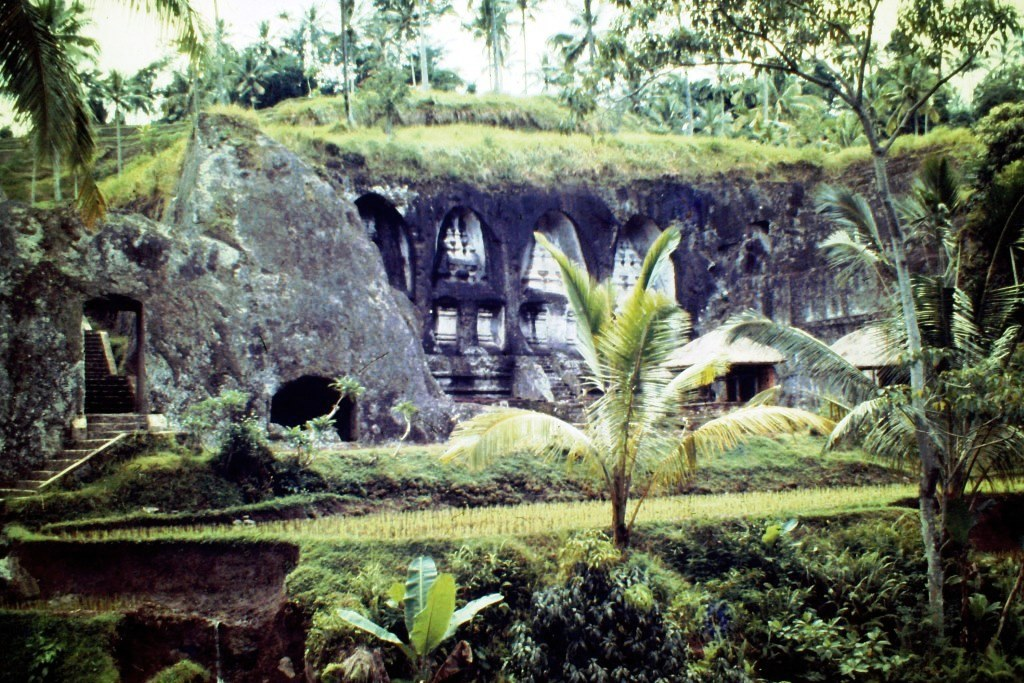
Cuevas del Gunung Karwi.

Candi Gunung Kawi, templo Gunung Kawi o templo del acantilado de Gunung Kawi es un templo (candi) y complejo funerario del siglo XI, y yacimiento arqueológico protegido al noreste de Ubud, en Bali. Está situado a ambas orillas del río Pakerisan, en el pueblo de Tampaksiring, kabupaten de  Gianyar, provincia de Bali, Indonesia.
Este templo es singular porque está tallado en la pared de un acantilado de roca en la orilla de un río. Se dice que el propio nombre Gunung Kawi proviene de las palabras Gunung ("montaña") y Kawi ("escultura"): "templo tallado en una montaña". 

## Historia
El templo fue construido alrededor del siglo XI, durante el reinado del rajá Udayana y hasta el reinado de Anak Wungsu. Udayana es uno de los reyes más famosos de Bali, de la dinastía Warmadewa. Mediante su matrimonio con una princesa javanesa llamada Gunapriya Dharma Patni, tuvo dos hijos, Erlangga y Anak Wungsu. Erlangga legó a ser rajá de Java Oriental, mientras que Anak Wungsu gobernó en Bali. Se estima que fue en esa época cuando se construyó el templo Gunung Kawi. Una de las evidencias arqueológicas para reforzar esta suposición es la inscripción en una falsa puerta que usa la letra kediri: 'haji lumah ing jalu' que significa "el rey que (simbólicamente) está enterrado en jalu". El rey es Udayana. Mientras que la palabra jalu es una designación para espolones (armas) en un gallo, pero también puede asociarse con una daga kris. El templo fue redescubierto por arqueólogos holandeses alrededor de 1920.
Según una leyenda local, el candi fue construido por un mago llamado Kebo Iwa. Con sus poderes sobrenaturales, Kebo Iwa utilizaba sus uñas afiladas y fuertes en las paredes rocosas del río Pakerisan. Las paredes rocosas parecen estar finamente talladas, formando un hermoso grupo de templos. Kebo Iwa pudo completar el trabajo, que debería haber sido realizado por muchas personas y durante mucho tiempo, solamente durante un día y una noche.

## Características
El templo tiene 315 escalones de roca, en descenso, enmarcados por paredes de piedra, a orillas del río sagrado Pakerisan. Sus relieves, cincelados en nichos que los protegen, en la cara del acantilado, imitando fachadas de templos. Al llegar al complejo existen dos grupos de templos separados por el río. El primer grupo está ubicado al oeste del río y consta de cuatro santuarios, una fuente y un estanque para baño. Se cree que se corresponden con cuatro tumbas de reinas menores o concubinas de Anak Wungsu. También existe una especie de sala de una ermita, una vihara que probablemente albergara a los cuidadores de las tumbas.
El segundo grupo, al este, consta de cinco santuarios cuidadosamente tallados formando espacios curvos donde hay un templo. Estos templos se hacen deliberadamente en la cuenca para protegerla de la amenaza de la erosión. Según una teoría, estarían dedicados al rey Udayana, su reina Mahendradatta y sus hijos Airlangga, Anak Wungsu y Marakata. Se cree que el candi ligeramente más alto en el extremo izquierdo es el dedicado a Anak Wungsu.
Como no se han encontrado restos de huesos o cenizas en los candi, lo más probable es que no fuesen tumbas reales, aunque, sobre la puerta falsa de cada uno se encontraron inscripciones (la mayoría de ellas ilegibles) que se cree son nombres o títulos.
Otro sitio en el mismo complejo, en un desvío, es una puerta y una ermita llamada Geria Pedanda. Es lo que se conoce como la 'décima tumba', probablemente el lugar de enterramiento de un primer ministro o un funcionario de alto rango del reino. Al sureste del complejo, pasando por campos de arroz, también hay varios nichos de ermitas y un templo que parece haber sido completado solo parcialmente.